# Following the Sun
«Following the Sun» es el segundo sencillo publicado por Enigma de su álbum Voyageur. Solo llegó al n.º 97 en Alemania.
La canción está cantada por Ruth-Ann Boyle.
Fue grabada en los A.R.T. Studios de la casa de Michael Cretu en la isla de Ibiza, y publicada tres meses después del último sencillo editado por Enigma, «Voyageur».
Aparte de este maxisencillo, también fue publicado un CD promocional que contenía idéntico listado de canciones que el editado comercialmente.

## Listado

### «Following the Sun»
- CD maxi sencillo

1. Radio Edit — 4:12
2. Album Version — 5:18
3. «Voyageur» (Fab 4 Mix) — 4:30